# Coelioxys sudanensis
Coelioxys sudanensis är en biart som beskrevs av Cockerell 1933. Coelioxys sudanensis ingår i släktet kägelbin, och familjen buksamlarbin. Inga underarter finns listade i Catalogue of Life.